# 浅野文直
浅野 文直（あさの ふみなお、1971年2月21日 - ）は、日本の政治家。自由民主党所属の川崎市議会議員（7期）。

## 略歴
群馬県渋川市出身。群馬県立渋川高等学校を卒業後、國學院大學法学部法律学科を卒業した。原田義昭衆議院議員の秘書を務めたのち、1999年に川崎市議会議員選挙に初出馬し、初当選した。
2013年、42歳で川崎市議会第39代議長に就任し、戦後の川崎市議会では最年少での議長就任となった。
リサイクル企業や通所介護施設を起業した経験もある。
自由民主党川崎支部連合会政務調査会長、自由民主党川崎市宮前区第4支部支部長などを歴任している。

## 人物
- 宮前少年少女サッカー連盟顧問を務める[4]。
- 川崎市議会の総務委員会での自身の発言によると、19歳のころ、旧・統一教会に疑問を持ち、自ら旧・統一教会に出向いて論破することを繰り返していた[5]。

## 政治活動
- 2019年、川崎市議会で「川崎市差別のない人権尊重のまちづくり条例案」が審議された際、「ヘイトは撲滅すべきだが、なぜ本邦出身者と区別し、本邦外出身者へのヘイトだけ罰するのか疑問を持つ人が多い」と指摘した。本条例は、ヘイトスピーチ解消法を根拠とし、罰則対象を本邦外出身者への差別的言動に限定していることや、市内で繰り返された在日コリアンを標的としたヘイトデモが立法事実であることについて、市は再三説明していたが、浅野は説明不足を理由に継続審議を求めた[6]。
- 2023年1月、神奈川県から一般社団法人Colaboに対して支払われた保護委託費278万2658円に関連して、Colaboに公開質問状を送付するなど[7]、同法人の会計処理や事業運営について独自に調査を行った[8]。

## 主な出来事
- リサイクル企業や通所介護施設（株式会社リ・ケア多摩）の経営者としても活動していたが、2013年に同社での職員解雇を巡り、元職員やパートタイマーから退職強要などを理由に訴訟を起こされた。経営する「リ・ケア多摩」では、給与未払い、有給休暇の不許可、無報酬での休日・深夜勤務の強要、管理者による飲酒運転など、労働環境や法令遵守に深刻な問題があったとされる。これらの問題を指摘した職員に対しては、退職強要や不当解雇が行われ、元職員が提訴している。さらに、川崎北労働基準監督署や川崎市からも度重なる法令違反を指摘され、是正勧告や改善指示が出されたが、浅野は退職強要を否定し、責任も認めていない[9]。
- 2023年4月8日、浅野がColaboに対する公金の不正受給疑惑を指摘する動画を繰り返し配信していることについて、「筋違いの疑惑追及」として批判する論説記事が神奈川新聞に掲載された。記事では、Colaboが根拠のない疑惑追及や妨害を受ける中で、浅野がYouTubeで21回にわたり「Colabo調査報告」と題した動画を投稿し、同法人の事業における「公金の二重取り」や不適切な会計処理を主張していること、また選挙運動でも「Colabo疑惑追及」を掲げていることを問題視した[10]。

### Colaboによる名誉毀損訴訟
Colaboは、浅野による根拠のない疑惑や誹謗中傷による名誉毀損・業務妨害に対し、複数回にわたり法的措置を取っている。2023年4月24日には、「不正」「疑惑」など事実に反する内容の動画をインターネット上に繰り返し投稿し名誉を毀損されたとして、浅野に330万円の損害賠償と謝罪文の掲載を求めて東京地裁に提訴した。訴状によれば、浅野は「Colaboが東京都と川崎市から委託費を重複して受け取った」「裏帳簿で処理していた」などと主張する動画を十数回投稿し、SNSでも拡散した。また、議員という立場での発信が一般市民に誤った印象を与え、損害が大きいとしている。2023年4月の市議選でもポスターや街頭演説などでColaboに言及し、発信を続けていた。
さらに2023年10月16日、Colaboは浅野を暇空茜ら3名と共に名誉毀損で東京地裁に提訴した。訴状では、被告らがSNSや動画等で根拠のない疑惑や誹謗中傷を拡散し、Colaboの名誉を傷つけ、支援活動にも深刻な妨害が生じていると主張している。